# 무서운 영화
《무서운 영화》(Scary Movie)는 2000년 개봉한 미국의 코미디 영화로, 키넌 아이보리 웨이언스이 감독을 맡았다. 《스크림》등의 호러영화를 베이스로 한 다양한 패러디나 아랫도리 개그 등으로 가득하며 전미 개봉 3주만에 4250만 달러를 기록했다.

## 스토리
핼러윈날 밤, 모델 여고생 드류가 "핼러윈마스크를 쓴 살인귀"에게 살해당했다. TV카메라나 레포터가 쇄도하여 마을이 소란스러운 가운데 신디 켐벨은 불안에 쫓기고 있었다.
실은 드류가 살해당한 딱 1년 전 그녀는 애인인 바비나 친구인 쇼티, 브렌다, 버피, 그레그와 함께 "드라이브"를 하던 중 법석을 떨다가 도로에 서있던 남자를 치었고 시체를 바다에 유기한 일이 있었기 때문이었다. 그 일이 드류의 죽음과 관계가 있는지 신디는 걱정한다.
친구들은 그럴리 없다고 잘라말하지만 점점 친구들이 살해당해간다.

## 출연
- 애나 패리스 - 신디 캠벨
- 존 에이브럼스 - 바비 프린즈
- 카먼 일렉트라 - 드류 데커
- 섀넌 엘리자베스 - 버피 길모어
- 숀 웨이언스 - 레이 윌킨스
- 말런 웨이언스 - 쇼티 미크스
- 레지나 홀 - 브렌다 미크스
- 로클린 먼로 - 그레그 콕스
- 셰리 오테리 - 게일 헤일스톰
- 커트 풀러 - 버크
- 릭 더코먼 - 닐 캠벨
- 제인 트르카 - 미스 맨
- 켈리 코필드 박 - 선생
- 데이비드 L. 랜더 - 스퀴기 스퀴그먼 교장
- 앤드리아 네메트 - 헤더
- 머리사 저릿 위노커 - 테이텀
- 키넌 아이보리 웨이언스 - 노예
- 타냐 레이체트 - 미스 에이전트
- 제임스 밴더비크 - 본인
- 앤서니 매케이 - 스티브 오스

## SBS 성우진 (2002년 8월 4일)
- 최원형 - 바비(존 에이브럼스)
- 이선 - 신디(애나 패리스)
- 김일 - 그렉(로클린 먼로)
- 정남 - 버피(섀넌 엘리자베스)
- 성완경 - 레이(숀 웨이언스)
- 김환진 - 두피(데이브 쉐리던)
- 박태호
- 송덕희
- 김수중
- 서윤석
- 박광숙
- 변종필
- 정훈석
- 김승태
- 은미

## 패러디
90년대 명작 호러 영화를 중심으로 한 패러디가 계속 등장한다. 주요 플롯은 《스크림 1, 2》, 《나는 네가 지난 여름에 한 일을 알고 있다》. 거기에 《매트릭스》, 《13일의 금요일》, 《아메리칸 파이》, 《식스 센스》, 《블레어 위치》, 《유주얼 서스펙트》, 《파이널 데스티네이션》등이 엮여서 나온다. 기타 세세한 부분의 패러디로는 드류가 달리는 장면에서 《베이 워치》, 입욕 중인 신디의 장면에서 《나이트메어》, 쇼티와 브렌다가 보는 영화예고편에서 《타이타닉》과 《아미스타드》, 매트릭스 중간에 《비틀 쥬스》등이 있다.